# レッケン!
『レッケン!』は、吉谷やしよによる日本の4コマ漫画作品。『月刊少年マガジン』（講談社）にて、2011年6月号より2015年5月号まで連載。また、番外編が『月刊少年マガジン+』に連載された。

## あらすじ
歴史を心から愛する女性「歴女」。だが公立・馬御子（まごこ）高校「歴史文化研究部」、人呼んで「歴女研」の面々は、無駄に高いスペックを歴史にしか費やさない残念な女子達だった。その馬御子高校に入学して間もない新入生の幸村彼方は、眼光鋭い強面男子で、周囲から避けられるキャラだったが、部活の新入生勧誘合戦の折に出会った「歴女」武田小春に気に入られてしまう。そして、一度は勧誘を断ったものの、どたばたの末、歴史文化研究部正式入部を賭けた小春との一騎討ちに敗れてしまった幸村は、自分は歴女でも女でもない、と入部を全力回避しようとしたものの、ならば今後は通称を「歴研」と改める、ということで強制入部させられ、更には何故か「部長」の肩書きを与えられてしまう。そんなこんなで、幸村は、非常に個性の強い「歴研」部員達に振り回されつつもツッコミを入れまくり、な文化部生活の日々を送るのであった。

## 登場人物
武田 小春（たけだ こはる）
歴史文化研究部、通称「歴研」に所属の「部将」で属性は「前世歴女」。2年生。
自身を武田信玄の生まれ変わりと思い込んでいる歴女で、その設定を忠実に守っている。また、武田信玄に限らず歴史物に対するこだわりが強い。
男女を問わず人気が高いが、それ以上に目立つ言動のため入学間もない幸村のクラスメイト達にもその名が知れ渡っていた。非常に身体能力が高く、特に剣や槍では有段者にも勝てる。その一方で弓は不得手。
戦国モノに非常にこだわる一方、可愛いものにも目が無い。
唯一の弱点はユーレイ。
陣中料理をする事から料理自体は出来る模様。勉強は古文と日本史は得意だが、それ以外は苦手の様子。
愛用の自転車には武田家の名馬「鬼鹿毛」にあやかって「チャリ影」と名付けている。
「小春式」という必殺技を持っている。
中大路 みやび（なかおおじ みやび）
歴研「部師」で属性は「腐歴女」。2年生。
1年前のミス1年生を取るほど美人で大抵のことには動じずいつも笑みをたたえた女性だが、属性の示す通り戦国武将や偉人のBLネタが好きな腐歴女。京都弁で話す。
基本はほんわかかつおっとりした性格だがBL関係となると非常にテンションが高く、時に手がつけられなくなり、鼻血を大量に吹き出してしまうこともしばしば。その一方で百合にも興味を示し、「ウチの嫁はハルちゃんやもの」と発言するなどバイタリティあふれる趣向。美人に加え身長が高めでスタイルもいい。また小春や景子が負けを認めるほどの巨乳（Gカップ）の持ち主で､サービスシーンも多い｡
勉強は出来る方だが、超運動音痴で納豆が苦手。家が神社（中大路神社）であり、巫女を兼任。占いも得意。
種ヶ島 なたね（たねがしま なたね）
歴研「部工」で属性は「武具歴女」。1年生。
背が低く、いつも多数の武具の入った籠を背負っているボクっ娘。
祖父が鍛冶職人であり、その影響で刀やよろいを作ることが大好きになった。部室にも炉を設置して鍛冶活動を行っている。
作っているのは模造刀ではあるが、自己流で試行錯誤を行いながら本物より斬れる摸造刀を目標としている。
幸村とは同じクラスで、彼の事を「ユッキー」と、小春を「ハルるん」と呼んでいる。また、自身はみやびから「たねっち」と呼ばれている。
他の部員が異常または普通とは違う存在であることは認識しているが、自分のことは普通だと思っている。部員の中で最も冷静で、状況を俯瞰した上で「面白くなりそう」な方向へ事態を導く傾向がある。
小春やみやびより1年後輩ではあるが、敬語は使わずフランクに話している。
幸村 彼方（ゆきむら かなた）
歴研「部長」。
1年B組所属で、非常に甘味好き。
名前が「幸村」であり、「日本一の兵」（ひのもといちのつわもの）と称された真田幸村と同じというだけで歴研の強引な勧誘の後に強制入部。挙句、部長を任されることになる。
その目つきの悪さから周囲に避けられていたが、入部後は他の部員全員が常識はずれなため専らツッコミを担っている。また、意外と良識があり暴走しがちな部員の保護者的立場でもある。乗せられやすいところもあり、その結果被害に遭うこともある。
超甘党で、長時間糖分等を断ち甘味に飢えた状況では甘断（あまだち）モードになり、小春を押し倒すほどの戦闘力を発揮したが、ソレが原因で「日本一の獣」（ひのもといちのけだもの）という悪名が付いてしまった。
姉がいるが、部内同様弱い立場は家庭でも（こなたにベロチューされそうになるため）変わらない。
キャサロール・エレク
歴研「顧問」。通称「キャシー先生」。
褐色の肌で酒豪の日本史教師。何故か般若面を愛用しており、年齢（29歳）と胸が貧層であることを非常に気にしている。
小春と対等に渡り合える運動神経を持つと共に、言葉だけで個性の塊のような歴研メンバーを操る巧みさを併せ持つ。
モテない歴29年であり、属性が「喪歴女」に決定されて以降は「一人身」「男性に免疫が無い」といった扱いが非常に多くなった。
種ヶ島 香澄（たねがしま かすみ）
歴研「部忍」。唯一の3年生。
なたねの姉で普段は部の巡礼旅行の下調べのために毎日全国を渡り歩いており、あまり部に顔を出さない。
目が悪く、メガネがないと何も見えない。極度の気弱で人見知りで引っ込み思案。他の部員がフランクということもあり、最年長でありながら逆に彼女が敬語を使っている。
なたねのことは「なっちゃん」と呼び、なたねには「スミ姉」と呼ばれている。妹を溺愛しているような節が見られる。妹なたねが背が低いのに対し、香澄は長身で身長172cmの幸村よりも少し背が高い。
馬御子高校卒業後は、三國中央大学へ進学し、小春の兄・夏虎が会長を務める歴史文化研究会に入部した模様。
上杉 景子（うえすぎ けいこ）
剣道部2年のエースで、中学生の時に試合で小春に敗れて以来、小春をライバル視して事ある毎に勝負を挑んでいる。ただ小春に勝つのではなく、｢正々堂々｣と勝つことを目的としている。
小春には「上杉謙信の生まれ変わり」とされているものの、本人は否定している。
小春に関わるとロクな目に合わないが、それ以外では非常に優秀。性格も生真面目。
ただし、それらを帳消しにするくらいのウッカリ屋さんでもある。
武田 秋緒（たけだ あきお）
小春の弟で、彼女の影武者を務める。顔立ちは小春にそっくりの中学3年生。
破天荒な姉と正反対のおとなしい性格で言葉遣いも丁寧、親からも「男っぽい姉 女っぽい弟」と判別されるほど。運動神経は無い方である一方で小春の宿題代理を務めるなど頭脳は優秀。しかしながら、「何事にも折れない精神力」の持ち主であり、一言でいえばドM。
小春達の待つ馬御子高校へ進学し、肩書きは「影部者」になる予定、と語り幸村に「高2の宿題解けるくらいならもっと上目指せ！！」とツッコミを入れられていたが、その後実際に馬御子高校に進学し、歴研に入部した。
信永 真央（のぶなが まお）
馬御子高校の生徒会副会長→生徒会会長。
元歴女研メンバーであり当時は「部王」。信長歴女。
女王様気質で極端にサディスティックな性格であり、特に小春をターゲットにしている。非常に狡猾で歴研メンバーを翻弄し、何よりもそれを楽しんでいる。
小春とは犬猿の仲であり、特に小春はとある理由から「信長の生まれ変わりではない」と判断している。
大谷 あき（おおたに あき）
馬御子高校の生徒会会計。
生徒会会長に就任した信永真央から半ば強引に会計に任命された。クラスメイトの幸村に気がある。
石田 辰美（いしだ たつみ）
馬御子高校の生徒会書記。
大谷あきの親友でクラスメイト。生徒会会長に就任した信永真央から半ば強引に書記に任命された。習字・ペン字は有段者を凌ぐ腕前の持ち主で、かつ、好きな言葉ほど達筆になるという芸術家肌なスキルを持つ。
武田 夏虎（たけだ なつとら）
小春の兄で、妹の小春に武田信玄を吹き込んだ男。三國中央大学に通っている。三國中央大学歴史文化研究会会長。小春のことを妹上と呼び、実の妹にお仕置きされたいドMのシスコン。
幸村 こなた（ゆきむら こなた）
彼方の姉。三國中央大学に通っている。三國中央大学歴史文化研究会所属。弟の彼方をこよなく愛するキス魔のブラコン。歴史には興味がなかったが、歴研会長の夏虎に3度も頼み込まれたことと、弟の趣味を理解するのもブラコンの使命、という理由で入部した。
伊達 真琴（だて まこと）
幸村が2年生になった時に、新1年生として馬御子高校に入学してきた歴女。秋緒と共に歴研に入部した。「部士」で小春同様の「前世歴女」。
我こそ現代の伊達政宗を継ぐ者、という伊達歴女なのに、伊達じゃないドジっ子。

## 単行本
- 吉谷やしよ 『レッケン!』 講談社〈講談社コミックス月刊マガジン〉、全3巻
  1. 第1巻（2012年11月16日発売 ISBN 978-4-06-371355-8）
  2. 第2巻（2013年11月15日発売 ISBN 978-4-06-371399-2）
  3. 第3巻（2015年05月15日発売 ISBN 978-4-06-371469-2）

なお、電子書籍（Amazon Kindle）版も出版されている。